# شهرستان بوگور
شهرستان بوگور و یا شهرستان لونتای یک شهرستان در چین است که در ولایت خودمختار بایینغولین مغول واقع شده‌است.

## نام
- به اویغوری: بۈگۈر ناھىيىسى
- به چینی: 轮台县، به پین‌یین: Lúntái Xiàn
- به مغولی: ᠪᠦᠭᠦᠷ ᠰᠢᠶᠠᠨ، به لاتین: Büqür siyan، معادل سیریلیک: Бүгүр шянь

## جمعیت
| ترکیب قومیتی شهرستان باغراش | ترکیب قومیتی شهرستان باغراش | ترکیب قومیتی شهرستان باغراش | ترکیب قومیتی شهرستان باغراش | ترکیب قومیتی شهرستان باغراش |
| --------------------------- | --------------------------- | --------------------------- | --------------------------- | --------------------------- |
| قومیت                       | قومیت                       |                             | درصد                        | درصد                        |
| هان                         | هان                         |                             | ۸۲٫۵٪                       | ۸۲٫۵٪                       |
| اویغور                      | اویغور                      |                             | ۱۷٫۰٪                       | ۱۷٫۰٪                       |
| هوئی                        | هوئی                        |                             | ۰٫۳٪                        | ۰٫۳٪                        |
| سایر                        | سایر                        |                             | ۰٫۲٪                        | ۰٫۲٪                        |
| منبع سرشماری جمعیت :        |                             |                             |                             |                             |

## تاریخچه
اولین واحد تقسیماتی مدرن که معادل ولایت خودمختار بایینغولین مغول بود، در سال ۱۸۸۲ میلادی تحت نام «ولایت قره‌شهر»، شامل سه شهرستان بوگور، لوپنور، و یانچی تاسیس شد. در سال ۱۸۹۹ میلادی، نام این ولایت به «ولایت یانچی» تغییر کرد.
در ژوئن سال ۱۹۵۴ میلادی، «ولایت یانچی» منحل شد. در این سال، ۲ واحد تقسیماتی جدید بجای این ولایت تاسیس شدند. اولین این دو، «ولایت خودمختار بایینغولین مغول» است که شامل ۳ شهرستان یانچی، هجینگ، و خوشوت، در بر گیرندهٔ ۱۱٪ مساحت «ولایت یانچی» در شمال آن. دومین این دو، «ولایت کورلا» است که شامل ۵ شهرستان کورلا، بوگور،لوپنور، شهرستان چارقیلیق، شهرستان چرچن در بر گیرندهٔ ۸۹٪ مساحت «ولایت یانچی» در جنوب آن. 
در همین تاریخ، «شهرستان یانچی» به «شهرستان خودمختار یانچی هوئی» تغییر وضعیت داد.
۶ سال بعد، در دسامبر سال ۱۹۶۰ میلادی، «ولایت کورلا» در «ولایت خودمختار بایینغولین مغول» ادغام شد. مرکز ولایت خودمختار بایینغولین مغول از یانچی به کورلا انتقال یافت.